# Покрајина
Покрајина (лат. provincia — провинција) облик је локалне самоуправе у државама које нису централизоване. Република Србија има две покрајине, Војводину и Косово и Метохију. Покрајина је територијални облик организације државе дефинисан уставом. Покрајина добија део надлежности са централне власти на ниже територијалне облике у области законодавне, судске и извршне власти.
У савезним државама покрајина може бити назив за федералну јединицу. Током раздобља Британског царства различите колоније су имале назив провинције попут Провинције Канаде и Провинције Јужне Аустралије. У федерацијама функције средишње и покрајинске власти или подручја јурисдикције назначена су у уставу. Оне које нису посебно означене у уставу називају се „резидуалне силе”. Те резидуалне силе леже на покрајинској (или државној) нивоу у децентрализираном федералном систему (попут Сједињених Држава и Аустралије) с обзиром на централизирани федерални систем у којему су задржане на федералном нивоу (као у Канади). Успркос томе, неке од набројених сила могу такође бити врло значајне. Канадске провинције су, на пример, суверене у односу на важне послове попут закона и реда, власништва, грађанских права, образовања, социјалне помоћи, здравствених служби и чак пореза.
Еволуција федерација створила је неизбежно повлачење ужета између схватања федералне превласти насупрот „државним правима”. Историјска подела одговорности у федералним уставима неизбежно је предмет многобројних преклапања. На пример када средишња власт, која је одговорна за „спољашње послове”, улази у међународне споразуме у подручјима где држава или покрајина имају суверенитет, споразуми склопљени на националном нивоу могу створити јурисдикцијско преклапање и сукобљавајуће законе. То преклапање ствара могућност за унутрашње препирке које воде до уставних амандмана и судских одлука које значајно мењају равнотежу снага.
Реч покрајина, тј. провинција створили су Римљани који су своје царство поделили у провинције. Сматра се да реч потиче из латинске речи provincia (зона утицаја), која је настала од речи pro („испред”) и vincia („повезано”). У Француској израз en province још увек тежи значењу „изван регије Париза”. Пре Француске револуције земља се састојала од регије Ил де Франс – краљевске личне земље  – и краљевских покрајина, којима су некад управљали њихови властити феудални господари. Будући да се термин сада службено користи за други ниво власти, тај се израз понекад замјењује са en r&eacute;gion.
Исти се израз користи у Перуу где en provincias значи „изван града Лиме” иако је сама Лима смештена у провинцији. Будући да је земља подељена у двадесет пет регија које су онда подељене у 194 провинције, провинције су тек трећа јединица власти у Перуу.
У арапским земљама други ниво власти назива се мухфазах, а преводи се као гувернерат. Тај термин се такође користи за историјске руске губерније. Успореди област.
У Пољској истовредни појам провинцији је војводство (województwo).

## Савремене провинције
Подразреди названи или преведени у „покрајина”, тј. „провинција”.
| Zemlja                         | mesni naziv        | broj entiteta |
| ------------------------------ | ------------------ | ------------- |
| Провинције Авганистана         | од арап. вилајет   | 24            |
| Провинције Аргентине           | шпан. провинциа    | 23            |
| Провинције Белгије             |                    | 10            |
| Провинције Белорусије          | белорус. вобласт   | 6             |
| Провинције Боливије            | шпан.              | 112           |
| Провинције Бугарске            | буг. област        | 28            |
| Провинције Чилеа               | шпан.              | 51            |
| Провинције Еквадора            | шпан.              | 22            |
| Провинције Екваторске Гвинеје  | шпан.              | 7             |
| Провинције Филипина            | фили.:             | 79            |
| Провинције Финске              | фин. / швед.       | 6             |
| Провинције Габона              | франц.             | 9             |
| Провинције Индонезије          | индо.              | 29            |
| Покрајине Ирана                | перз.              | 31            |
| Провинције Ирске               |                    | 4             |
| Провинције Италије             | итал.              | 103           |
| Провинције Јерменије           | марз               | 11            |
| Провинције Јужне Африке        |                    | 9             |
| Провинције Канаде              | енгл./франц.       | 10            |
| Провинције Камбоџе             |                    | 24 + 1        |
| Провинције Казахстана          |                    | 14            |
| Провинције Кеније              |                    | 8             |
| Провинције Кине                | кин.               | 22            |
| Провинције Киргистана          |                    | 7             |
| Провинције Кореје              | кор.               | 14            |
| Провинције Кубе                | шпан.              | 15            |
| Провинције Лаоса               |                    | 16            |
| Провинције Мадагаскара         |                    | 6             |
| Провинције Холандије           | хол.               | 12            |
| Провинције Омана               | арап. вилајет      | приближно 60  |
| Провинције Пакистана           |                    | 4             |
| Провинције Папуе Нове Гвинеје  |                    | 19            |
| Провинције Перуа               | шпан.              | 180           |
| Провинције Пољске              | пољл.              | 16            |
| Провинције Руанде              |                    | 12            |
| Провинције Сао Томе и Принсипе | порт.              | 2             |
| Провинције Саудијске Арабије   | арап.              | 13            |
| Провинције Соломонских Острва  |                    | 9             |
| Провинције Шпаније             | шпан.              | 50            |
| Провинције Таџикистана         | velojati, од арап. вилајет | 3             |
| Провинције Тајланда            |                    | 76            |
| Провинције Туркменистана       | од арап. вилајет   | 5             |
| Провинције Турска              | тур. ил            | 81            |
| Провинције Украјине            | укр. област        | 24            |
| Провинције Узбекистана         | од арап. вилајет   | 12            |
| Провинције Вануатуа            |                    | 6             |
| Провинције Замбије             |                    | 9             |
| Провинције Зимбабвеа           |                    | 8             |

Најнасељенија провинција је Хенан, Кина, стан. 93,000,000. Такође су врло насељене неколико других кинеских провинција, једнако као и Пунџаб, Пакистан, стан. 85,000,000.
Највеће  провинције према површини јесу Синђан, Кина (1,600,000 km²) и Квебек, Канада (1,500,000 km²).
Такође постоје провинције на Новом Зеланду, али се земља не сматра „федералном” земљом. Провинције ипак имају неколико дужности попут сакупљања пореза, а свака провинција има и своју властиту здравствену управу те управа над окружним затворима.

## Гувернерати
Термин гувернерат се нашироко користи у арапским земљама за означавање административне јединице; превод је арапске речи мухафазах. Неки гувернерати повезују више од једног вилајета; други блиско следе традиционалне границе наслеђене од османског вилајетског система.

## Историјске покрајине

### Античке и средњовековне/феудалне покрајине
- ном - у фараонском Египту
- сатрапија - у Ахеменидском Перзијском царству (вјероватно раније и у Медији), те касније након македонског освајања и даљњег ширења Але и у различитим (углавном великим) хеленистичким наследним државама
- провинције Римског царства
- егзархат, тема - у касном Византу
- гау (жупанија) у франачком (каролиншком) поновно основаном Светом римском царству
- емират - у (арапским управљаним) калифатима и каснијим султанатима
- субах - у индијском Могулском царству